# John Schmitt
John Victor Schmitt (23. december 1901 - 13. juni 1991) var en amerikansk roer fra Philadelphia.
Schmitt var en del af den amerikanske toer uden styrmand, der vandt bronze ved OL 1928 i Amsterdam. Hans makker i båden var Paul McDowell. Amerikanerne blev besejret af tyskerne Bruno Müller og Kurt Moeschter, der vandt guld, og af briterne Terence O'Brien og Robert Nisbet, der fik sølv. Det var den eneste udgave af OL han deltog i.

## OL-medaljer
- 1928:  Bronze i toer uden styrmand